# 拜賴焦新村

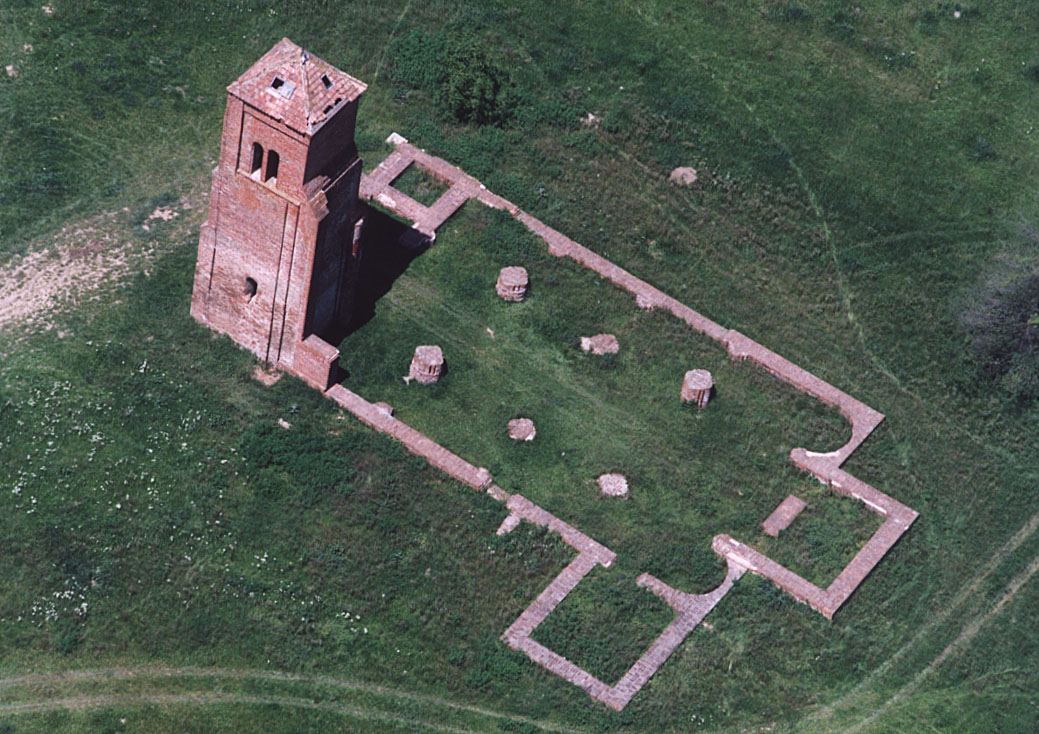

拜賴焦新村是匈牙利的城鎮，位於該國東部，距離首府德布勒森40公里，由豪伊杜-比豪爾州負責管轄，面積170.98平方公里，該地區自青銅時代已有人類居住，2011年人口15,317。

## 友好城市
- 羅馬尼亞馬爾吉塔
- 義大利波尔恰
- 義大利蒙泰格罗托泰尔梅
- 俄羅斯上沃洛喬克

## 外部連結
- Official pages of Berettyóújfalu （页面存档备份，存于） （匈牙利文）

47°13′N 21°33′E / 47.217°N 21.550°E